# Dunkirk (2017)
Dunkirk is een Amerikaans-Brits-Frans-Nederlandse oorlogsfilm uit 2017, geschreven, geproduceerd en geregisseerd door Christopher Nolan en gefilmd door Hoyte van Hoytema. De film ging in première op 13 juli 2017 bij de Odeon Leicester Square in Londen. De film werd genomineerd voor acht Oscars, waarvan het er drie won voor Beste geluidseffecten (Sound Editing), Beste geluid (Sound Mixing) en Beste montage.

## Verhaal
Het filmepos gaat over Operatie Dynamo, de evacuatie van de British Expeditionary Force met troepen uit België en Frankrijk van het strand bij Duinkerke tijdens de Tweede Wereldoorlog. Operatie Dynamo vond plaats tussen 26 mei en 4 juni 1940, het beginstadium van de Tweede Wereldoorlog.
De film kent drie verhaallijnen: het strand, de zee en de lucht. De verhaallijn 'het strand' toont gebeurtenissen die zich gedurende een week voordeden, de verhaallijn 'de zee' voornamelijk gebeurtenissen gedurende één dag, en de verhaallijn 'de lucht' gebeurtenissen gedurende één uur. Daardoor verloopt het verhaal in de film niet synchroon.  

### I. De pier
Tommy, een jonge Britse soldaat, wordt tijdens een patrouille in Duinkerke onder vuur genomen. Hij vlucht naar het strand, waar hij Gibson ontmoet. Hij helpt Gibson met het begraven van een soldaat. Daarna brengen ze samen een gewonde soldaat naar een schip dat de omsingelde Britse soldaten terug naar huis moet brengen, in de hoop vlugger ingescheept te raken. Als de boot wordt gebombardeerd, weten Tommy en Gibson te voorkomen dat Alex, een andere Britse soldaat, vast komt te zitten tussen het gekapseisde schip en de pier. Met zijn drieën wachten ze op een volgend schip dat 's nachts komt. Als dit schip wordt getorpedeerd zoeken de drie samen met andere Britse soldaten onderdak in een gestrand Nederlands koopvaardijschip. Als de vloed opkomt en het koopvaardijschip door Duitse sluipschutters als trainingsmaterieel wordt gebruikt loopt de boot vol water. Om gewicht kwijt te raken wil de groep Britse soldaten daarop Gibson lozen, die door Alex wordt beschuldigd een Duitse spion te zijn. Tommy verdedigt Gibson, omdat hij weet dat Gibson een Franse soldaat is die het uniform van de begraven Britse soldaat heeft aangetrokken. Het koopvaardijschip zinkt en 'Gibson' verdrinkt. Tommy en Alex weten zichzelf in veiligheid te brengen op Mr. Dawsons schip. Op de weg terug naar Groot-Brittannië is Alex bang dat ze veracht zullen worden door de Britten, omdat ze de Duitsers niet hebben kunnen tegenhouden. Eenmaal thuis worden ze ontvangen als helden.

### II. De zee
Mr. Dawson, zijn zoon Peter, en diens vriend George besluiten gehoor te geven aan de oproep om de soldaten op het strand van Duinkerke te helpen evacueren en varen met hun privéboot naar Duinkerke. Op zee zien ze op een wrak een soldaat met een posttraumatische stressstoornis. Hij wordt uit het water gehaald, maar wil niet terug naar Duinkerke. Er ontstaat een woordenwisseling. Het conflict escaleert en de soldaat verwondt George ernstig. Geschrokken van zijn gewelddadige reactie legt hij zich neer bij het besluit van Mr. Dawson en zegt geen woord meer. Later weten Mr. Dawson en zijn zoon de neergestorte piloot Collins te redden. Daarna brengen ze vele Britse soldaten aan boord van hun schip, onder wie Tommy en Alex. Ondertussen blijkt George te zijn overleden aan zijn verwondingen, maar Peter zorgt ervoor dat hij wordt geroemd in zijn thuisland. Samen met vele andere burgers slaagt Mr. Dawson erin zo meer dan 300.000 Britse soldaten te redden. Kolonel Winnant keert terug naar huis, maar commandant Bolton blijft achter om de Fransen te helpen.

### III. De lucht
De Spitfire-piloten Farrier en Collins krijgen de opdracht de schepen die de Britse soldaten moeten evacueren te beschermen tegen Duitse bommenwerpers. Ze weten één Duits vliegtuig neer te halen, maar Collins blijkt te zijn geraakt. Ook de brandstofmeter van Farrier heeft het begeven. Collins landt op zee en wordt opgepikt door Mr. Dawson. Farrier blijft ondanks de problemen met de brandstofmeter doorvliegen, terwijl er moest worden teruggekeerd naar Engelse bodem zodra de brandstoftank half leeg raakt. Stug doorgaand slaagt hij erin een Brits schip te beschermen door ook een andere Duitse Heinkel neer te halen. Vervolgens raakt uiteindelijk zijn brandstof op. Toch weet hij al zwevend een Duits vliegtuig dat het op de Britse soldaten op het strand gemunt heeft, neer te halen. Dit levert hem gejuich op van de Britten op het strand die dit aanschouwen, inclusief commandant Bolton en kolonel Winnant. Farrier slaagt erin op het strand te landen. Nadat hij zijn toestel in brand gestoken heeft wordt hij gevangengenomen door de Duitsers.
De heldendaad van het personage Farrier is gebaseerd op een ware gebeurtenis bij de evacuatie: de bij de RAF vliegende Nieuw-Zeelandse gevechtspiloot Alan Christopher Deere crashte op het strand na zijn gevecht met de Duitsers. In tegenstelling tot Farrier in de film werd hij gered door Britse soldaten, teruggebracht naar Duinkerke en naar Engeland meegenomen. In de film wordt Farrier gevangen genomen door Duitse soldaten.
Christopher Nolan creëerde de filmpersonages van Collins en Farrier op basis van Alan Deere, die zijn lotgevallen zou beschrijven in zijn boek Nine Lives (uitgebracht in 1959 en later opnieuw in 1991 en 2009) en in 1995 op hoge leeftijd zou overlijden.
Wanneer de Britse militairen weer veilig op eigen bodem terugkeren vrezen ze door het publiek wegens de nederlaag te worden gehoond. Desalniettemin wacht hen een warm onthaal. Een van hen leest in een verschenen krant dat de nieuwe, zojuist aangetreden Britse premier Winston Churchill inderdaad erkent dat het verlies van Frankrijk een nederlaag is, maar het Britse volk desalniettemin moed inspreekt. Uit een krantenbericht leest hij de woorden voor uit Churchills beroemd geworden toespraak We Shall Fight on the Beaches.

## Rolverdeling
- Fionn Whitehead als Tommy
- Tom Glynn-Carney als Peter
- Jack Lowden als Collins
- Harry Styles als Alex
- Aneurin Barnard als Gibson
- James D'Arcy als kolonel Winnant
- Barry Keoghan als George
- Kenneth Branagh als commandant Bolton
- Cillian Murphy als de huiverige soldaat
- Mark Rylance als Mr. Dawson
- Tom Hardy als Farrier

## Schepen in de film
- Loodsboot M.L.V. Castor
- T-47 klasse torpedobootjager Maillé-Brézé
- Motor launch Medusa
- Mijnenveger Hr.Ms. Naaldwijk als HMS Britomart
- Motorjacht Prunella als "little ship"
- Sleepboot Regge
- Pakketboot Rogaland als Rode Kruis-vaartuig
- Mijnenveger Hr.Ms. Sittard als HMS Havant
- Velo 2
- Zeilschip Xylonite

## Achtergrond

### Productie
In december 2015 kwam het nieuws dat Nolan een nieuw filmproject over Operatie Dynamo had gelanceerd, waarvoor Tom Hardy, Mark Rylance en Kenneth Branagh in onderhandeling waren. Nolan tekende een deal met Warner Bros. waarmee hij naast een salaris van $20 miljoen, ook beslag mag leggen op 20% van de opbrengsten van de film; de meest lucratieve deal sinds Peter Jackson tekende voor King Kong (2005).
De draaiperiode ging in mei 2016 van start en de film kreeg als werktitel Bodega Bay. In dezelfde maand kwam het nieuws dat deel van de opnamen zouden plaatsvinden in een gebied rondom Urk. In juli 2016 werd hier enkele weken gedraaid waarbij er voornamelijk actiescènes opgenomen werden. Een deel van het IJsselmeer dat bij Urk ligt, werd voor de opnames ontoegankelijk gemaakt voor waterverkeer.
Nolan onthulde op 10 juli 2017 dat hij niet in de gaten had hoe populair Harry Styles is, toen hij gecast werd voor de rol. Daarvan werd de regisseur later meer bewust, door het enthousiasme van zijn dochter.

### Muziek
Op 1 januari 2016 werd bekendgemaakt dat Hans Zimmer al was begonnen met het schrijven aan de filmmuziek. De originele soundtrack werd op 21 juli 2017 uitgebracht door WaterTower Music. De track Supermarine van het album werd eerder al online vrijgegeven op 7 juli 2017.

### Marketing
De eerste teasertrailer van de film werd uitgebracht in augustus 2016. In 2017 verscheen ook het bijbehorende boek Dunkirk door de Britse historicus Joshua Levine, in Nederland als Duinkerke uitgegeven door HarperCollins in de vertaling van Bert Bakker en Pieter Janssens.

### Reacties
De film werd zeer positief ontvangen. Op Rotten Tomatoes ontving de film 92% goede reviews, gebaseerd op 259 beoordelingen. Op Metacritic werd de film beoordeeld met een metascore van 94/100, gebaseerd op 52 critici. De film kreeg vier sterren van de Volkskrant en Het Parool en vijf sterren van het Algemeen Dagblad. De film bracht tijdens zijn openingsweekend in de Verenigde Staten boven verwachting $ 50.5 miljoen op. Wereldwijd bracht de film tijdens zijn openingsweekend $ 107.4 miljoen op.
De film haalde een recordopbrengst in het genre 'Film over de Tweede Wereldoorlog' dat jarenlang in handen was van Saving Private Ryan.

## Prijzen en nominaties
De belangrijkste:
| Jaar | Prijs                                | Categorie                                                        | Genomineerde(n)                                            | Uitslag     |
| ---- | ------------------------------------ | ---------------------------------------------------------------- | ---------------------------------------------------------- | ----------- |
| 2017 | National Board of Review             | Top 10-film                                                      | Top 10-film                                                | Gewonnen    |
| 2017 | Los Angeles Film Critics Association | Beste montage                                                    | Lee Smith                                                  | Gewonnen    |
| 2018 | Golden Globes                        | Beste dramafilm                                                  | Beste dramafilm                                            | Genomineerd |
| 2018 | Golden Globes                        | Beste regisseur                                                  | Christopher Nolan                                          | Genomineerd |
| 2018 | Golden Globes                        | Beste filmmuziek                                                 | Hans Zimmer                                                | Genomineerd |
| 2018 | Critics' Choice Awards               | Beste film                                                       | Beste film                                                 | Genomineerd |
| 2018 | Critics' Choice Awards               | Beste regisseur                                                  | Christopher Nolan                                          | Genomineerd |
| 2018 | Critics' Choice Awards               | Beste acteerensemble                                             | Beste acteerensemble                                       | Genomineerd |
| 2018 | Critics' Choice Awards               | Beste cinematografie                                             | Hoyte van Hoytema                                          | Genomineerd |
| 2018 | Critics' Choice Awards               | Beste Production Design                                          | Nathan Crowley & Gary Fettis                               | Genomineerd |
| 2018 | Critics' Choice Awards               | Beste montage                                                    | Lee Smith                                                  | Gewonnen    |
| 2018 | Critics' Choice Awards               | Beste visuele effecten                                           | Beste visuele effecten                                     | Genomineerd |
| 2018 | Critics' Choice Awards               | Beste filmmuziek                                                 | Hans Zimmer                                                | Genomineerd |
| 2018 | Grammy Awards                        | Best Score Soundtrack for Visual Media                           | Hans Zimmer                                                | Genomineerd |
| 2018 | Satellite Awards                     | Beste film                                                       | Beste film                                                 | Genomineerd |
| 2018 | Satellite Awards                     | Beste regisseur                                                  | Christopher Nolan                                          | Genomineerd |
| 2018 | Satellite Awards                     | Beste acteur in een bijrol                                       | Mark Rylance                                               | Genomineerd |
| 2018 | Satellite Awards                     | Beste origineel script                                           | Christopher Nolan                                          | Genomineerd |
| 2018 | Satellite Awards                     | Beste soundtrack                                                 | Hans Zimmer                                                | Genomineerd |
| 2018 | Satellite Awards                     | Beste cinematografie                                             | Hoyte van Hoytema                                          | Genomineerd |
| 2018 | Satellite Awards                     | Beste visuele effecten                                           | Beste visuele effecten                                     | Genomineerd |
| 2018 | Satellite Awards                     | Beste montage                                                    | Lee Smith                                                  | Genomineerd |
| 2018 | Satellite Awards                     | Beste geluidseffecten                                            | Beste geluidseffecten                                      | Gewonnen    |
| 2018 | Satellite Awards                     | Beste Art Direction en Production Design                         | Beste Art Direction en Production Design                   | Genomineerd |
| 2018 | Satellite Awards                     | Beste kostuums                                                   | Jeffrey Kurland                                            | Genomineerd |
| 2018 | American Society of Cinematographers | Outstanding Achievement in Cinematography in Theatrical Releases | Hoyte van Hoytema                                          | Genomineerd |
| 2018 | BAFTA Awards                         | Beste film                                                       | Beste film                                                 | Genomineerd |
| 2018 | BAFTA Awards                         | Beste regisseur                                                  | Christopher Nolan                                          | Genomineerd |
| 2018 | BAFTA Awards                         | Beste cinematografie                                             | Hoyte van Hoytema                                          | Genomineerd |
| 2018 | BAFTA Awards                         | Beste montage                                                    | Lee Smith                                                  | Genomineerd |
| 2018 | BAFTA Awards                         | Beste filmmuziek                                                 | Hans Zimmer                                                | Genomineerd |
| 2018 | BAFTA Awards                         | Beste productieontwerp                                           | Nathan Crowley & Gary Fettis                               | Genomineerd |
| 2018 | BAFTA Awards                         | Beste geluid                                                     | Richard King, Gregg Landaker, Gary Rizzo & Mark Weingarten | Gewonnen    |
| 2018 | BAFTA Awards                         | Beste visuele effecten                                           | Scott R. Fisher & Andrew Jackson                           | Genomineerd |
| 2018 | Academy Awards (Oscars)              | Beste film                                                       | Beste film                                                 | Genomineerd |
| 2018 | Academy Awards (Oscars)              | Beste regie                                                      | Christopher Nolan                                          | Genomineerd |
| 2018 | Academy Awards (Oscars)              | Beste filmmuziek                                                 | Hans Zimmer                                                | Genomineerd |
| 2018 | Academy Awards (Oscars)              | Beste geluidseffecten                                            | Richard King & Alex Gibson                                 | Gewonnen    |
| 2018 | Academy Awards (Oscars)              | Beste geluid                                                     | Mark Weingarten, Gregg Landaker & Gary Rizzo               | Gewonnen    |
| 2018 | Academy Awards (Oscars)              | Beste productieontwerp                                           | Nathan Crowley & Gary Fettis                               | Genomineerd |
| 2018 | Academy Awards (Oscars)              | Beste camerawerk                                                 | Hoyte van Hoytema                                          | Genomineerd |
| 2018 | Academy Awards (Oscars)              | Beste montage                                                    | Lee Smith                                                  | Gewonnen    |